# كيفن تيلمان
كيفن تيلمان (بالإنجليزية: Kevin Tillman)‏ هو لاعب كرة قاعدة أمريكي، ولد في 24 يناير 1978 في سان خوسيه في الولايات المتحدة.

## وصلات خارجية
- كيفن تيلمان على موقعبيزبول رفرنس.كوم (الدوري الثانوي) (الإنجليزية)